# Heerlijkheid Ban de la Roche

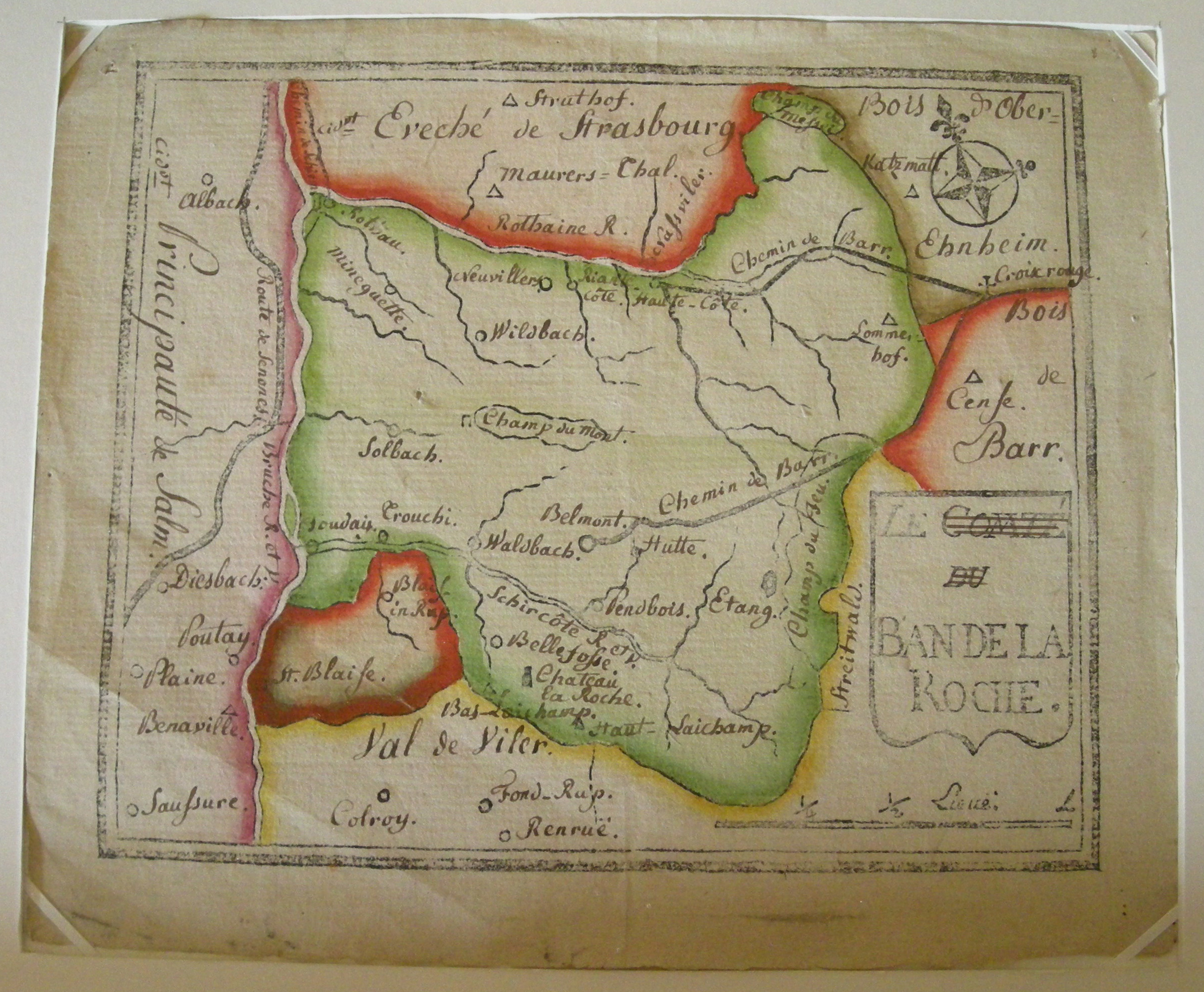
Kaart van de heerlijkheid

Ban de la Roche (Duits: Steinthal) was een heerlijkheid in de Elzas.
De heerlijkheid Ban de la Roche werd in 1584 door Palts-Veldenz gekocht van de heren van Rathsamhausen. Na het uitsterven van Palts-Veldenz in mannelijke lijn, kwam het aan Dorothea van Palts-Veldenz. Inmiddels was de heerlijkheid onder Franse soevereiniteit gekomen en was er een eind gekomen aan de band met het Heilige Roomse Rijk. Na de dood van Dorothea in 1720 beleende de koning van Frankrijk de heer Argenvilliers met de heerlijkheid. In 1758 kwam het aan de markies de Paulmy, waarna de heerlijkheid in 1762 tot graafschap werd verheven. In 1771 werd het graafschap gekocht door de familie Dietrich.

## Gebied
De heerlijkheid bestond uit het slot Stein (la Roche) en de volgende acht dorpen:
- Fouday
- Solbach
- Waldersbach
- Bellefosse
- Belmont
- Rothau
- Neuviller
- Wildersbach